# 9 de abril
El 9 de abril es el 99.º (nonagésimo noveno) día del año en el calendario gregoriano y el 100.º en los años bisiestos. Quedan 266 días para finalizar el año.

## Acontecimientos
- 193: en Ilírico (ubicado en los Balcanes), el ejército romano proclama emperador de Roma a Septimio Severo.
- 475: el emperador bizantino Basilisco envía la misiva (Enkyklikon) a los obispos de su imperio, apoyando la posición teológica del monofisismo.
- 537: en el marco del primer sitio de Roma, el general bizantino Belisario recibe más fuerzas, 1600 soldados de caballería, casi todos hunos y expertos arqueros.

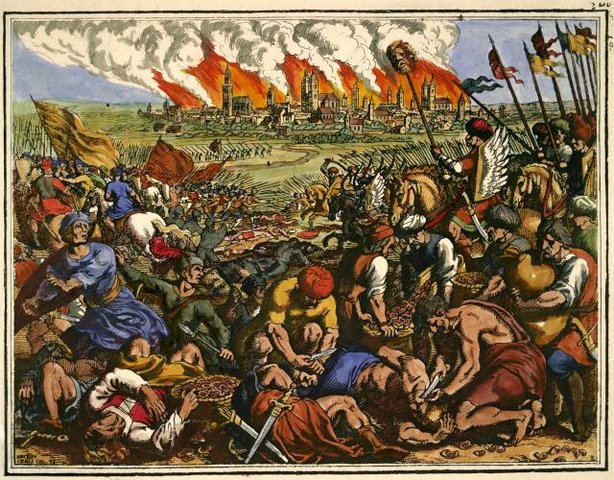
Batalla de Liegnitz.

- 1241: en Legnica (Polonia) fuerzas mongolas derrotan a las fuerzas polacas y alemanas en la batalla de Liegnitz.
- 1413: en Inglaterra, Enrique V es coronado rey.
- 1454: se firma el Tratado de Lodi por el cual se establecen las fuerzas de poder entre las ciudades-estado italianas para los próximos 50 años.
- 1548: se produce la Batalla de Jaquijahuana, enfrentó a las fuerzas de Gonzalo Pizarro y las fuerzas realistas dirigidas por Pedro de la Gasca en la lucha por controlar el recientemente fundado Virreinato del Perú.
- 1609: España y la República de los Siete Países Bajos Unidos firman la Tregua de los Doce Años.
- 1667: en París se abre la primera exhibición pública de arte.
- 1682: en el sur del actual Estados Unidos, René Robert Cavelier de La Salle descubre la boca del río Misisipi, reclamándola para Francia y llamándola Luisiana.
- 1767: en Málaga (España) se publica un bando ordenando la expulsión inmediata de todos los jesuitas.
- 1828: en Colombia, se inicia la Convención de Ocaña con el objetivo de reformar la Constitución de Cúcuta y resolver los problemas en la república.
- 1844: en el estado de Costa Rica, se publica la Constitución Política del Estado de Costa Rica, de acuerdo a esta, en las elecciones podrán votar por representantes aquellos que tengan propiedades y sean casados, mayores de 25 años. Previamente el jefe de Estado era inamovible y las elecciones eran por electores.
- 1860 (o días antes), Leon Scott crea en su fonoautógrafo el primer registro sonoro de la historia: unos 10 segundos de Au clair de la lune.
- 1861 en México, Ignacio Zaragoza es nombrado secretario de Guerra y Marina, en el gobierno de Benito Juárez.
- 1862 en Orizaba, Veracruz (México) se rompe la Alianza Tripartita, que exigía el pago de la deuda que México había contraído con Inglaterra, Francia y España.
- 1865: en Appomattox (Estados Unidos) el general Ulysses S. Grant vence al general Robert E. Lee. Se rinden los ejércitos confederados, con lo cual concluye la guerra de Secesión.
- 1867: los Estados Unidos ratifican el tratado con Rusia por el cual se le cede el territorio de Alaska.
- 1867: en Argentina, se produce la batalla de Pozo de Vargas, entre las fuerzas federales del caudillo Felipe Varela y las del gobierno centralista porteño, dirigidas por el general Antonino Taboada, en las afueras de la ciudad de La Rioja.
- 1877: en Brasil se funda la villa de Mogi Guaçu.
- 1914: en la ciudad de Tampico (México), son detenidos marinos estadounidenses del acorazado Dolphin, lo que genera el llamado Incidente de Tampico.

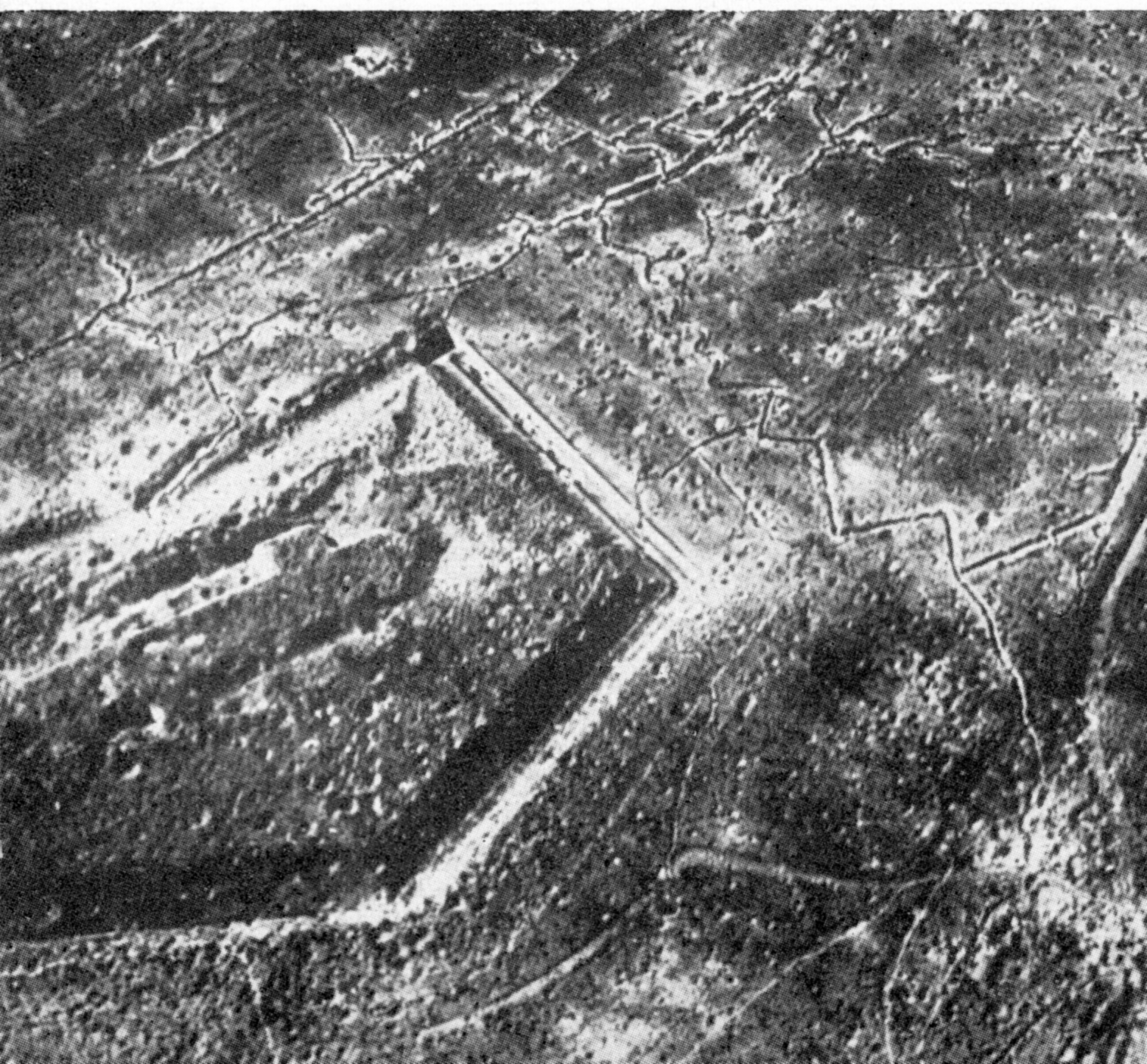
Fotografía aérea de la batalla de Verdún de finales de 1916.

- 1916: en el marco de la Primera Guerra Mundial, los alemanes lanzan la tercera ofensiva de la batalla de Verdún.
- 1917: en el marco de la Primera Guerra Mundial, comienza la batalla de Arras con la ofensiva canadiense a Vimy Ridge.
- 1918: el Consejo Nacional de Besarabia proclama su unión con el Reino de Rumanía.
- 1933: el presidente peruano Luis Miguel Sánchez Cerro deroga la constitución de 1920 promulgada por Augusto Leguía.
- 1940: en la Segunda Guerra Mundial, Alemania invade Dinamarca y Noruega.
- 1942: en la península de Bataan (en el marco de la Segunda Guerra Mundial), las tropas estadounidenses se rinden a las japonesas.
- 1943: en el Puerto de Veracruz (México) se funda el club de fútbol Tiburones Rojos de Veracruz.
- 1945: en el campo de concentración de Flossenbürg (Alemania) los nazis ahorcan al pastor y teólogo Dietrich Bonhoeffer.
- 1945: en el marco de la Segunda Guerra Mundial, es hundido el crucero pesado Almirante Scheer.
- 1945: en el marco de la Segunda Guerra Mundial, los alemanes se retiran ante las fuerzas soviéticas en la batalla de Königsberg.
- 1945: en los Estados Unidos se crea la Comisión de Energía Atómica.
- 1947: en Nueva York (Estados Unidos), el Consejo de Seguridad de las Naciones Unidas publica la Resolución 22. Tranvía ardiendo en llamas frente al Capitolio Nacional durante las revueltas populares.

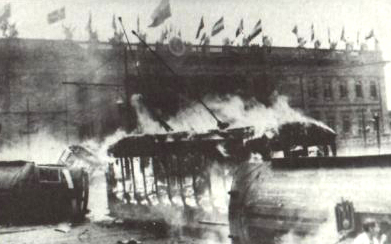
Tranvía ardiendo en llamas frente al Capitolio Nacional durante las revueltas populares.

- 1948: en Bogotá (Colombia) es asesinado el político liberal y candidato a la presidencia Jorge Eliécer Gaitán, hecho que desata la revuelta conocida como El Bogotazo.
- 1948: en Bogotá (Colombia) inicia sus operaciones RCN Radio.
- 1952: en Bolivia, Víctor Paz Estenssoro lidera la Revolución Boliviana de 1952 o popularmente conocida como la Revolución Nacional, y terninará haciéndose con la presidencia.
- 1952: Tragedia en la iglesia de Santa Teresa en Venezuela, en la Basílica de Santa Teresa, en Caracas, después de que uno de los presentes gritara que había un incendio y provocara la estampida. Como resultado de la asfixia y el aplastamiento, 46 personas murieron y 115 resultaron heridas.
- 1953: en los Estados Unidos, Warner Brothers estrena la primera película en 3-D, titulada La casa de cera.
- 1955: en el Sitio de pruebas de Nevada, Estados Unidos detona su bomba atómica Post, de 2 kton, la 11.ª bomba de las 14 de la operación Teapot, y la n.º 62 de las 1127 que Estados Unidos detonó entre 1945 y 1992.
- 1957: se restablece el tránsito de barcos en el Canal de Suez.
- 1958: en Cuba ocurre la huelga general del pueblo organizada por el movimiento 26 de Julio.
- 1959: en los Estados Unidos, la NASA anuncia la selección de los primeros siete astronautas que formarán parte del proyecto Mercury. La prensa los nombrará como los "Mercury Seven".
- 1960: en Santiago de Chile se estrena el musical La pérgola de las flores.
- 1960: en Johannesburgo, Hendrik Verwoerd ―primer ministro de Sudáfrica y arquitecto del apartheid― sobrevive a un intento de asesinato a manos de un granjero blanco llamado David Pratt.
- 1967: en la ciudad de Seattle (Estados Unidos) se realiza el primer vuelo del Boeing 737.
- 1973: Israel lanza la operación Primavera de Juventud en el Líbano con el fin de asesinar a importantes dirigentes de la OLP (como consecuencia de la Masacre de Múnich).

Logotipo del PCE.

- 1977: el Partido Comunista de España (PCE) es legalizado, en lo que se considera un importante, y tenso, paso del proceso de transición española a la democracia.
- 1980: el régimen de Saddam Hussein mata al filósofo Muhammad Baqir al-Sadr y su hija Bint al-Huda después de tres días de tortura.
- 1984: en La Haya (Países Bajos), el Gobierno socialista de Nicaragua solicita ante la Corte Internacional de Justicia de la ONU abrir un proceso judicial contra Estados Unidos por su apoyo económico y logístico a los Contras. El 27 de junio de 1986, la Corte sentenciará a Estados Unidos a pagar 17 000 millones de dólares estadounidenses por 38 000 víctimas civiles y por la destrucción de infraestructura. En septiembre de 1992, la presidenta nicaragüense Violeta Chamorro perdonará esa deuda.
- 1989: en Tiflis (Georgia), el ejército soviético aplasta una manifestación antisoviética, conocida como la Tragedia del 9 de abril.
- 1991: Georgia se independiza de la Unión Soviética.
- 1999: en Níger es asesinado el presidente Ibrahim Baré Maïnassara.
- 1999: en Costa Rica se estrena la serie televisiva La pensión.
- 2003: en Irak, Bagdad cae en manos de las fuerzas de ocupación estadounidenses.
- 2005: en Londres (Reino Unido), Carlos, príncipe de Gales, se casa con lady Camilla, duquesa de Cornualles.
- 2006: en Perú, Ollanta Humala y Alan García pasan a una segunda vuelta en las elecciones generales del 2006, dejando de lado a Lourdes Flores Nano por escasos 64 000 votos.
- 2007: en Chile, comienza sus transmisiones el Canal 54.
- 2012: Facebook compra Instagram.
- 2013: en Colombia se conmemora el primer Día de la Memoria y Solidaridad con las víctimas del conflicto armado.
- 2017: se producen los atentados del Domingo de Ramos de Egipto de 2017.
- 2021: La cantautora estadunidense, Taylor Swift, publica su primer álbum de estudio regrabado, Fearless (Taylor's Version).
- 2022: en Nuevo León, México se reporta como desaparecida a Debanhi Escobar, caso que conmocionaría al país.

## Nacimientos
- 1047: Judit de Suabia, princesa del Sacro Imperio Romano Germánico (f. 1096).
- 1336: Tamerlán, militar mongol (f. 1405).
- 1498: Juan de Lorena, cardenal francés (f. 1550).
- 1598: Johann Crüger, compositor alemán (f. 1662).
- 1618: Agustín Moreto, dramaturgo español (f. 1669).
- 1627: Johann Caspar Kerll, organista y compositor alemán (f. 1693).
- 1648: Henri de Massue, militar francés (f. 1720).
- 1649: James Scott, aristócrata británico (f. 1685).
- 1673: Samuel Fritz, misionero y cartógrafo checo (f. 1725).
- 1691: Johann Matthias Gesner, catedrático alemán (f. 1761).
- 1701: Giambattista Nolli, arquitecto y topógrafo italiano (f. 1756).
- 1717: Georg Monn, organista y compositor austríaco (f. 1750).
- 1731: Jean-Jacques Castex, escultor francés (f. 1822).
- 1737: Jean-Baptiste Tierce, pintor y dibujante francés (f. 1794?).
- 1739: Bernardino da Ucria, botánico y religioso italiano (f. 1796).
- 1740: Bernard-René Jordan de Launay, aristócrata francés (f. 1789).
- 1749: Camillo Federici, dramaturgo y actor italiano (f. 1802).
- 1757: Wojciech Bogusławski, actor, director de teatro y escritor polaco (f. 1829).
- 1759: Maximiliano de Sajonia, aristócrata sajón (f. 1838).
- 1763: Manuel Abella, historiador y numismático español (f. 1817).

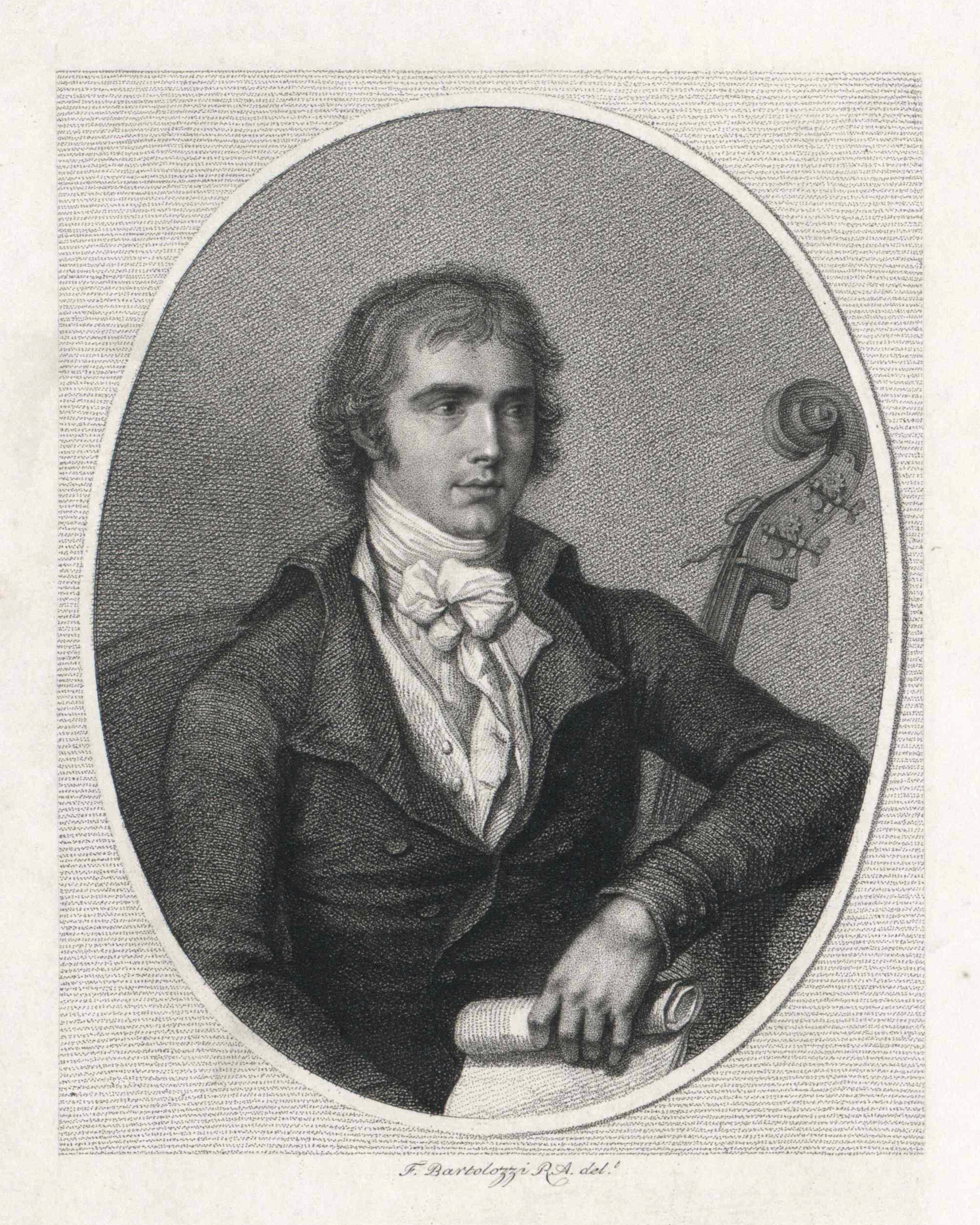
Domenico Dragonetti.

- 1763: Domenico Dragonetti, compositor y contrabajista italiano (f. 1846).
- 1765: Antonio Nariño, político y militar neogranadino (f. 1823).
- 1770: Thomas Johann Seebeck, físico alemán (f. 1831).
- 1773: Étienne Aignan, escritor francés (f. 1824).
- 1791: George Peacock, matemático británico (f. 1858).
- 1794: Theobald Böhm, inventor y flautista alemán (f. 1881).
- 1800: Roberto de Visiani, médico y biólogo italiano (f. 1878).
- 1802: Elias Lönnrot, físico y filólogo finés (f. 1884).
- 1806: Isambard Kingdom Brunel, ingeniero británico (f. 1859).
- 1806: Ángeles Lardizábal, primera dama de México (f. 1875).
- 1808: Philipp Christoph Zeller, entomólogo alemán (f. 1883).
- 1812: Randolph Barnes Marcy, militar estadounidense (f. 1887).
- 1816: Charles-Eugène Delaunay, astrónomo y matemático francés (f. 1872).
- 1818: Walther Wolfgang von Goethe, compositor alemán (f. 1885).
- 1821: Charles Baudelaire, poeta y crítico francés (f. 1867).
- 1830: Eadweard Muybridge, fotógrafo e investigador británico (f. 1904).
- 1834: Edmond Laguerre, matemático francés (f. 1886).
- 1835: Leopoldo II, Rey de los belgas desde 1865 hasta su fallecimiento (f. 1909).
- 1837: Henry Becque, escritor francés (f. 1899).
- 1838: Rufino Solano, militar argentino (f. 1913).
- 1841: Manuel D. Pizarro, abogado, escritor y político argentino (f. 1909).
- 1842: Pascual Veiga, músico español (f. 1906).
- 1846: Francesco Paolo Tosti, compositor de canciones italiano (f. 1916).
- 1847: Jerónimo de la Ossa, escritor panameño (f. 1907).
- 1848: Helena Lange, pedagoga y activista alemana (f. 1930).
- 1848: Ezequiel Moreno Díaz, religioso español (f. 1906).
- 1849: José Narciso Rovirosa Andrade, ingeniero naturalista mexicano (f. 1901).
- 1853: Gaston Eugène Marie Bonnier, botánico francés (f. 1922).
- 1855: Josef Hellmesberger, compositor, director y violinista austriaco (f. 1907).
- 1859: Henri Lavedan, escritor francés (f. 1940).
- 1862: Charles Henry Brent, religioso estadounidense (f. 1929).
- 1865: Francisco Manuel Alves, sacerdote y arqueólogo portugués (f. 1947).
- 1865: Erich Ludendorff, oficial del ejército alemán (f. 1937).
- 1865: Manuel Mayol, pintor español (f. 1929).
- 1865: Charles Proteus Steinmetz, ingeniero y matemático polaco (f. 1923).
- 1867: Chris Watson, político chileno-australiano (f. 1941).
- 1867: Charles Winckler, atleta danés (f. 1932).
- 1869: Élie Cartan, matemático francés (f. 1951).
- 1871: Pasquale Rizzoli, escultor italiano (f. 1953).

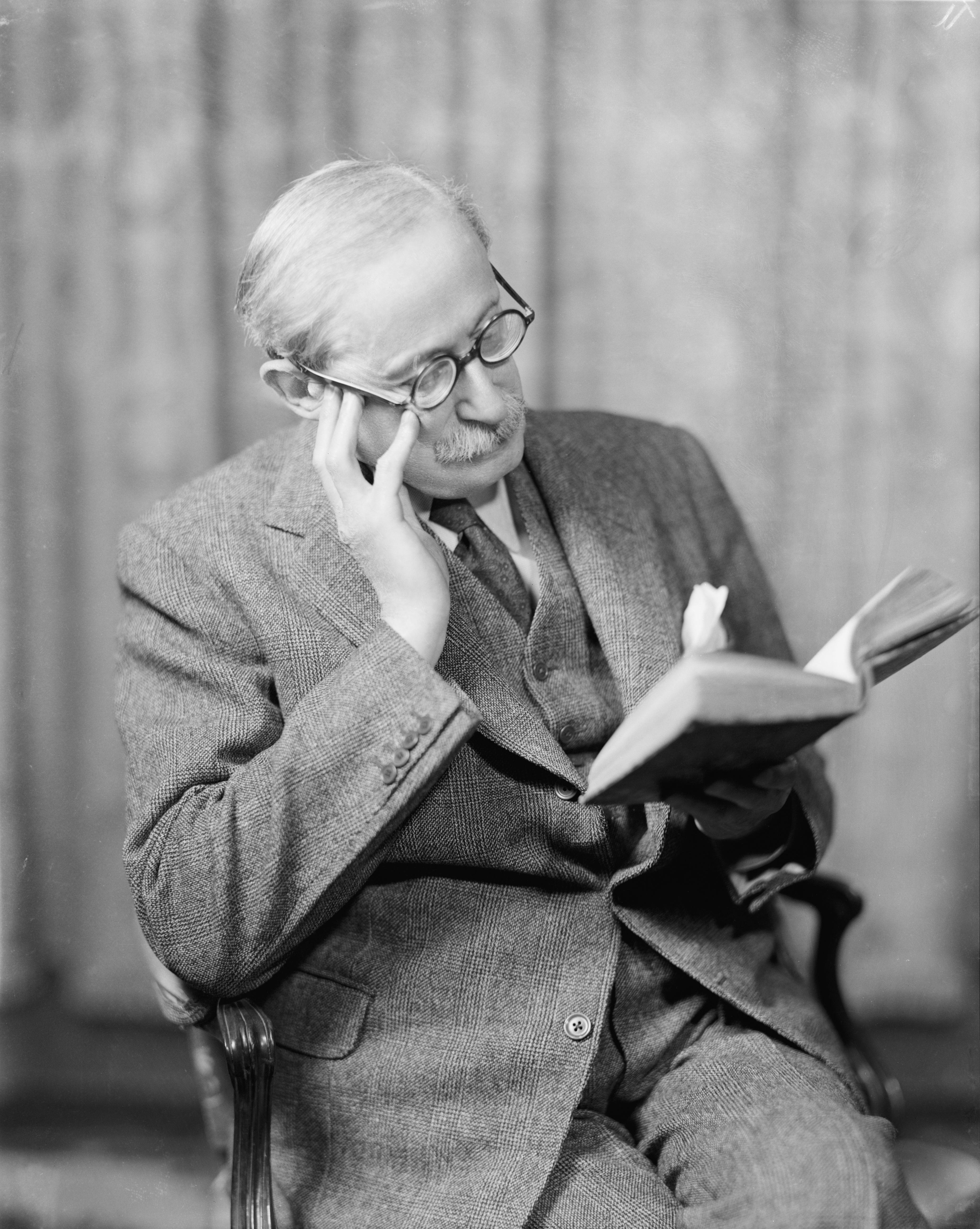
León Blum.

- 1872: León Blum, político francés (f. 1950).
- 1872: Enrique Corbellini, médico cirujano, ensayista y catedrático argentino (f. 1920).
- 1872: Theodor Koch-Grünberg, etnólogo y explorador alemán (f. 1924).
- 1875: William K. Boone, filántropo estadounidense (f. 1944).
- 1875: Miguel de Carrión, escritor cubano (f. 1929).
- 1876: Ettore Bastico, militar italiano (f. 1972).
- 1878: Marcel Grossmann, matemático húngaro (f. 1936).
- 1878: Enrique de Mesa, poeta español (f. 1929).
- 1879: Thomas Meighan, actor estadounidense (f. 1936).
- 1880: Jan Letzel, arquitecto checo (f. 1925).
- 1882: Federico Francisco IV, Gran Duque de Mecklemburgo-Schwerin (f. 1945).
- 1883: Bogdan Filov, político búlgaro (f. 1945).
- 1884: Ramón de Cárdenas, abogado y dirigente deportivo español (f. 1943).
- 1887: Eduardo Bradley, precursor de la aviación argentina (f. 1951).
- 1888: Pius Font i Quer, botánico, farmacéutico y químico español (f. 1964).

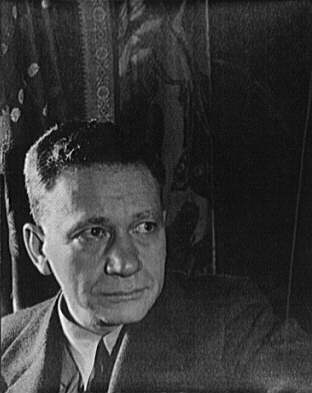
Efrem Zimbalist.

- 1891: Benjamín Matienzo, militar y aviador argentino (f. 1919).
- 1894: Camil Petrescu, escritor rumano (f. 1957).
- 1894: Gerhard Schmidhuber, general alemán (f. 1945).
- 1895: Mance Lipscomb, músico estadounidense (f. 1976).
- 1895: Eduardo Propper de Callejón, diplomático español (f. 1972).
- 1898: Curly Lambeau, entrenador de fútbol americano y fundador de los Green Bay Packers (f. 1965).
- 1898: Julius Patzak, tenor austriaco (f. 1974).
- 1898: Paul Robeson, actor, cantante y activista estadounidense (f. 1976).
- 1899: James Smith McDonnell, hombre de negocios y diseñador de aeronaves (f. 1980).
- 1899: Rafael Porlán, poeta español (f. 1945).
- 1900: Allen Jenkins, actor estadounidense (f. 1974).
- 1902: Théodore Monod, explorodor francés (f. 2000).
- 1903: Ward Bond, actor estadounidense (f. 1960).
- 1903: Gregory Goodwin Pincus, biólogo e investigador estadounidense (f. 1967).
- 1904: Sharkey Bonano, cantante y tormpetista estadounidense (f. 1972).
- 1905: J. William Fulbright, político estadounidense (f. 1995).

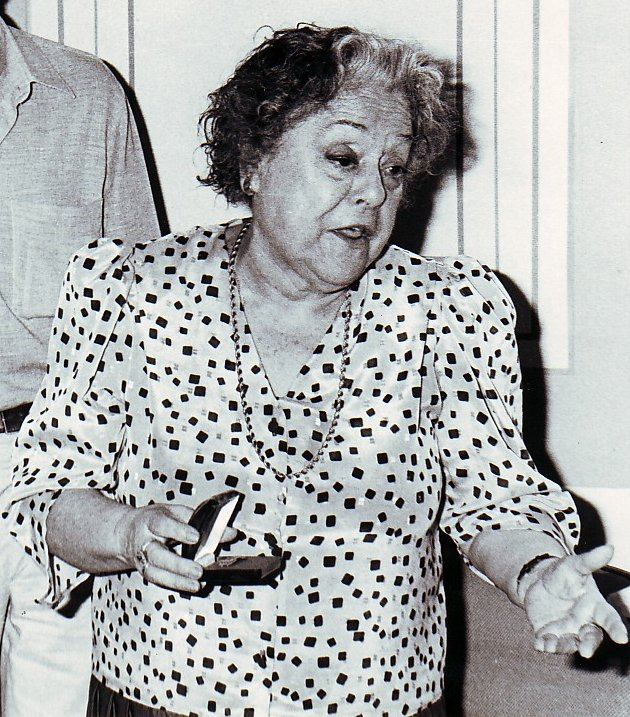
Rafaela Aparicio.

- 1906: Rafaela Aparicio, actriz española (f. 1996).
- 1906: Antal Doráti, director de orquesta y músico húngaro-estadounidense (f. 1988).
- 1906: Hugh Gaitskell, político británico (f. 1963).
- 1906: Victor Vasarely, pintor húngaro (f. 1997).
- 1908: Anselmo Carretero, ensayista español (f. 2002).
- 1908: Paula Nenette Pepín (Pablo del Cerro), compositora francoargentina, esposa de Atahualpa Yupanqui (f. 1990).
- 1909: Whitfield Cook, guionista y escritor estadounidense (f. 2003).
- 1909: Robert Helpmann, actor, bailarín y coreógrafo australiano (f. 1986).
- 1909: Federico Landrove López, político español (f. 1936).
- 1910: Nouhak Phoumsavanh, revolucionario, presidente de Laos entre 1992 y 1998 (f. 2008).
- 1911: Jim Bannon, actor estadounidense (f. 1984).
- 1911: Rafael Arnaiz Barón, místico español (f. 1938).
- 1911: Joaquín Gallegos Lara, escritor ecuatoriano (f. 1947).
- 1912: Lev Kópelev, escritor soviético (f. 1997).
- 1914: Joaquim Muntañola, historietista español (f. 2012).
- 1915: Luis Puig, dirigente deportivo español (f. 1990).
- 1915: Magdalena Sánchez, cantante folclórica venezolana (f. 2005).
- 1916: Juan Eduardo Cirlot, poeta y crítico de arte español (f. 1973).
- 1917: Brad Dexter, actor estadounidense (f. 2002).
- 1917: Alfonso Rizo Patrón, político peruano (f. 2012).
- 1918: Jørn Utzon, arquitecto danés (f. 2008).
- 1919: John Presper Eckert, ingeniero estadounidense, uno de los creadores de la computadora ENIAC (f. 1995).
- 1920: Vicente Ferrer, cooperante español (f. 2009).
- 1920: Jorge Pacheco Areco, político y presidente uruguayo (f. 1998).
- 1921: Jean-Marie Balestre, dirigente francés de Fórmula 1 (f. 2008).
- 1921: Mary Jackson, ingeniera de la NASA (f. 2005).
- 1921: Yitzjak Navón, dramaturgo y político israelí (f. 2015).
- 1921: George David Weiss, compositor estadounidense (f. 2010).
- 1922: Carl Amery, escritor y activista alemán (f. 2005).
- 1922: David Bárcenas Beutelspacher, aviador mexicano.
- 1922: Kurt Sametreiter, militar alemán (f. 2009).
- 1923: Lawrence Ray Heckard, botánico y genetista estadounidense (f. 1991).
- 1925: Virginia Gibson, actriz, bailarina y cantante estadounidense (f. 2013).
- 1925: María de Jesús Velarde, monja española (f. 2021).
- 1926: Hugh Hefner, empresario estadounidense, fundador y dueño de Playboy (f. 2017).
- 1926: Jack Nichols, jugador de baloncesto estadounidense (f. 1992).
- 1928: Paul Arizin, baloncestista estadounidense (f. 2006).
- 1928: Tom Lehrer, cantautor, satírico, pianista y matemático estadounidense.
- 1929: José Luis Dibildos, productor y guionista español (f. 2002).
- 1929: Fred Hollows, oftalmólogo y cirujano neozelandés (f. 1993).
- 1929: Manuel Jiménez de Parga, jurista y político español (f. 2014).
- 1930: Alphonse Amadou Alley, militar y Presidente de Benín (f. 1987).
- 1930: Nathaniel Branden, psicoterapeuta canadiense (f. 2014).
- 1930: F. Albert Cotton, químico estadounidense (f. 2007).
- 1930: Renato Ruggiero, político italiano (f. 2013).
- 1932: Mati Klarwein, pintor alemán (f. 2002).
- 1932: Carl Perkins, músico estadounidense (f. 1998).
- 1933: Jean-Paul Belmondo, actor francés (f. 2021).
- 1933: Georges Jeanclos, escultor francés (f. 1997).
- 1933: Franco Marini, político y sindicalista italiano (f. 2021).
- 1933: Gian Maria Volonté, actor italiano (f. 1994).
- 1935: Francesco Conconi, médico italiano.
- 1935: Ricardo Sáenz de Ynestrillas Martínez, militar español (f. 1986).
- 1935: Avery Schreiber, actor estadounidense (f. 2002).
- 1935: Reuben Wilson, organista estadounidense.
- 1936: Michael Somare, político papuano (f. 2021).
- 1936: Valerie Solanas, escritora estadounidense (f. 1988).
- 1936: Ghassan Kanafani, escritor, periodista y profesor palestino (f. 1972).
- 1936: Jerzy Maksymiuk, director de orquesta polaco.
- 1937: Barrington J. Bayley, escritor británico (f. 2008).
- 1937: Marty Krofft, productor de televisión canadiense.
- 1938: Víktor Chernomyrdin, magnate y político ruso (f. 2010).
- 1938: Hwang Tong gyu, escritor coreano.
- 1940: Ernesto Cavour, cantante y músico boliviano.

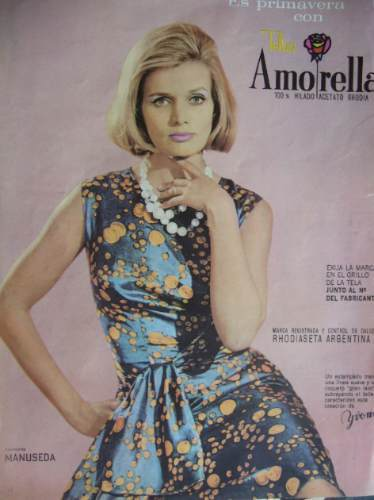
Chunchuna Villafañe.

- 1940: Chunchuna Villafañe, modelo, actriz y arquitecta argentina.
- 1941: Rosa Brítez, artesana paraguaya (f. 2017).
- 1941: Casildo Condori, guerrillero boliviano (f. 1967).
- 1942: Jorge Claudio Morhain, escritor, divulgador científico y dibujante argentino.
- 1942: Brandon De Wilde, actor estadounidense (f. 1972).
- 1943: Luis Fernando Orozco (actor), fue un actor colombiano (f. 2020).
- 1943: Laurence Edgar Skog, botánico estadounidense.
- 1944: Hugo Urquijo, psiquiatra, psicoanalista y director teatral argentino (f. 2020).
- 1946: Gerardo Delgado Barrio, físico español (f. 2018).
- 1946: Perla Szuchmacher, dramaturga y actriz argentina (f. 2010).
- 1946: Francisco Vázquez, político español.
- 1946: David Webb, futbolista y entrenador británico.
- 1947: José Luis Castiñeira de Dios, músico y compositor argentino.
- 1948: Tito Gómez, cantante puertorriqueño (f. 2007).
- 1948: Jaya Bachchan, actriz india.
- 1948: Patty Pravo, cantante italiana.
- 1949: Tony Cragg, escultor británico.
- 1949: Felpudini, actor cómico y profesor de teatro peruano (f. 2024).
- 1949: Stan Love, jugador de baloncesto estadounidense.
- 1949: Rubén Pagura, actor, cantautor y dramaturgo argentino.
- 1949: Philippe J. Sansonetti, microbiólogo francés.
- 1950: Pierre Gagnaire, cocinero francés.
- 1952: Richard Alfieri, escritor y actor estadounidense.
- 1952: José María Pérez Álvarez, escritor español.
- 1952: Jerzy Szmajdziński, político polaco (f. 2010).

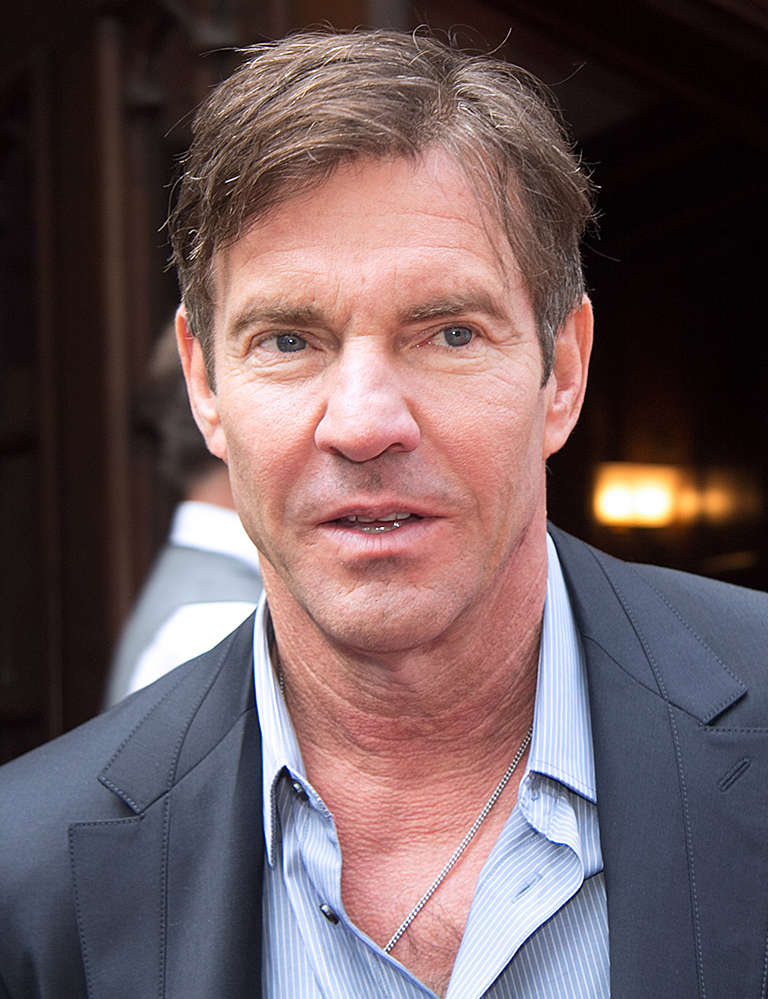
Dennis Quaid.

- 1953: Stephen Paddock, asesino en masa, autor de la masacre de Las Vegas de 2017 (f. 2017).
- 1953: Eugenia Fuscaldo, actriz costarricense.
- 1954: Álvaro Torres, cantante y compositor salvadoreño.
- 1954: Dennis Quaid, actor estadounidense.
- 1954: Iain Duncan Smith, político británico.
- 1955: Alfredo Leuco, periodista argentino.
- 1955: Jaime Pajarito, futbolista mexicano.
- 1956: Miguel Ángel Russo, futbolista y entrenador argentino.
- 1957: Severiano Ballesteros, golfista español (f. 2011).
- 1957: Kyle Macy, baloncestista y entrenador estadounidense.
- 1957: Martin Margiela, diseñador de moda belga.
- 1958: Víctor Diogo, futbolista uruguayo.
- 1958: Taieb Fassi-Fihri, político marroquí.
- 1958: Manix Mandiola, entrenador de fútbol español.
- 1958: Ulises Ruiz Ortiz, político mexicano.
- 1958: Hermann Tertsch, periodista español.
- 1959: Carlos Giménez, político venezolano.
- 1959: Monika Malacova, actriz checa.
- 1959: Mahmud-Ali Kalimatov, político y funcionario ruso-kazajo, actual presidente de la República de Ingusetia.
- 1960: Isabel Coixet, cineasta española.
- 1961: Félix Granado, actor español.
- 1961: Mark Kelly, tecladista británico de la banda Marillion.
- 1962: Víctor Mosqueira, actor español.
- 1963: Marc Jacobs, diseñador de moda estadounidense.
- 1963: Timothy Kopra, militar y astronauta estadounidense.
- 1963: Joe Scarborough, presentador de TV y político estadounidense.
- 1964: Gloria Stella Díaz, abogada y política colombiana.
- 1964: Enric Folch, guionista y cineasta español.
- 1965: Mark Pellegrino, actor estadounidense.
- 1965: Paulina Porizkova, actriz y modelo checa.
- 1965: Jeff Zucker, productor estadounidense.
- 1966: Thomas Doll, futbolista y entrenador alemán.
- 1966: Rosemary Bohórquez, actriz, modelo y empresaria colombiana.
- 1966: Cynthia Nixon, actriz estadounidense.
- 1967: Jorge Benavides, actor, imitador, comediante, productor y director peruano.
- 1967: Eric Calcagno, político argentino.
- 1967: Sam Harris, filósofo estadounidense.
- 1968: Alessandra Guerzoni, actriz italiana.
- 1968: Marie-Claire Restoux, yudoca francesa.
- 1970: Chorão, cantante brasileño (f. 2013).
- 1970: John McEntire, baterista estadounidense.
- 1970: Aitor Iturrioz, actor mexicano.
- 1970: Salim Vera, cantante, músico y compositor peruano.
- 1971: Alfredo Benavides, imitador, actor, comediante y conductor de televisión peruano.
- 1971: Omar Asad, exfutbolista y director técnico argentino.

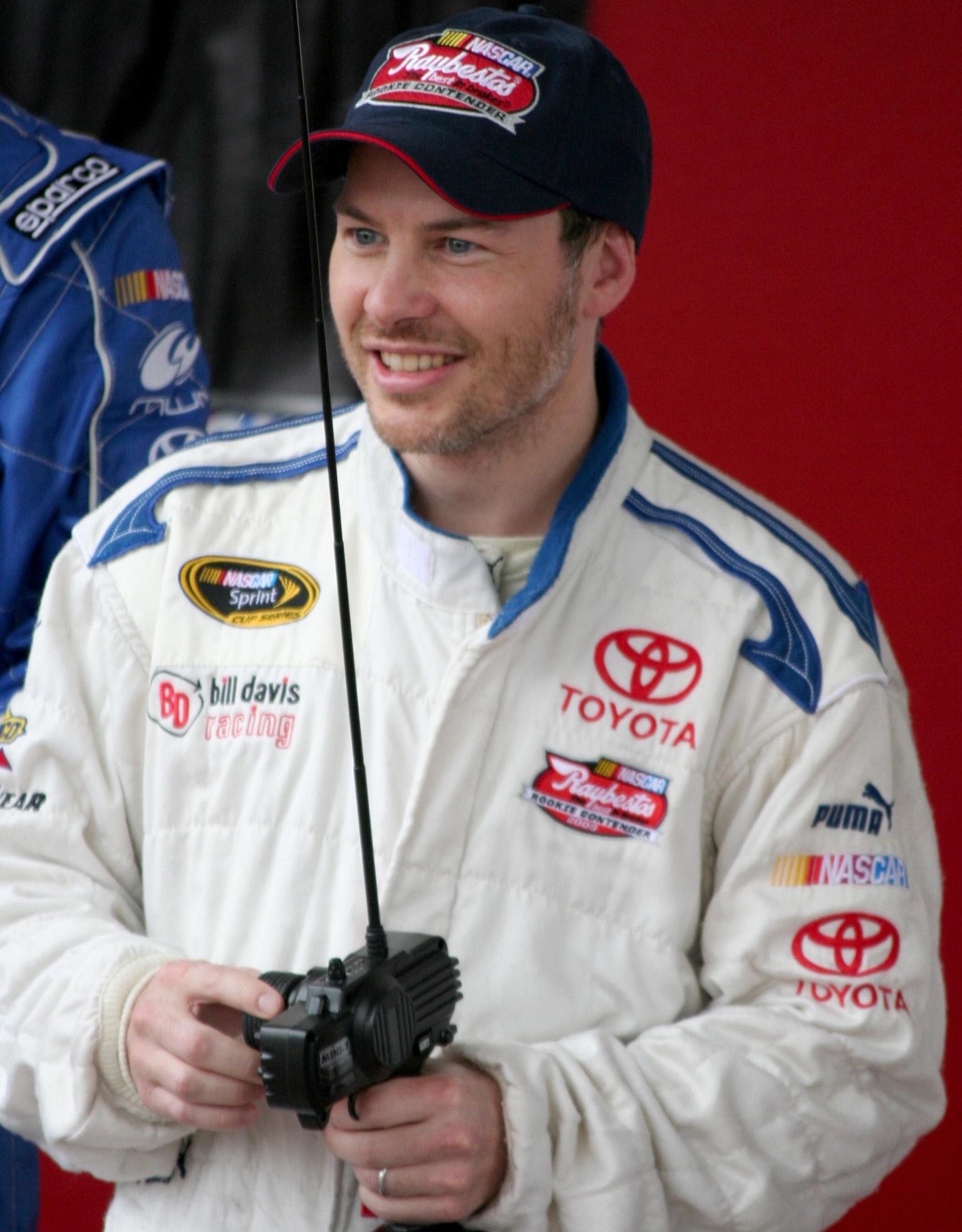
Jacques Villeneuve.

- 1971: Jacques Villeneuve, piloto de automovilismo canadiense.
- 1972: Marga Fullana, ciclista española.
- 1972: Neve McIntosh, actriz escocesa.
- 1972: Željko Rebrača, jugador de baloncesto serbio.
- 1973: Carmen Alcayde, periodista española.
- 1973: Lucio Angulo, jugador de baloncesto español.
- 1973: Bart Goor, futbolista belga.
- 1973: Luis Roberto Guzmán, actor puertorriqueño.
- 1974: Koert van Mensvoort, artista y filósofo neerlandés.
- 1974: Jenna Jameson, actriz de cine para adultos estadounidense.
- 1974: Aleksander Pichushkin, asesino en serie ruso.
- 1975: Lázaro Azorín Salar, profesor y político español.
- 1975: Robbie Fowler, futbolista británico.
- 1975: David Gordon Green, cineasta estadounidense.
- 1977: Rebecca Hazlewood, actriz británica.
- 1977: Gloria Ríos, cantante española.
- 1977: Fabio Di Tomaso, actor argentino.

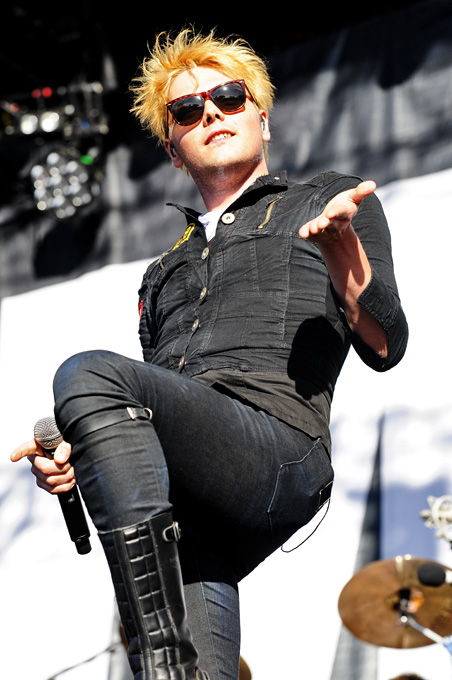
Gerard Way.

- 1977: Gerard Way, vocalista estadounidense de la banda My Chemical Romance.
- 1978: Jorge Andrade, futbolista portugués.
- 1978: Rachel Stevens, cantante, actriz y bailarina británica de la banda S Club 7.
- 1978: Vesna Pisarovic, cantante croata.
- 1979: Peter Luccin, futbolista francés.
- 1979: Albert Hammond, Jr., cantante y guitarrista estadounidense.
- 1979: Mario Matt, esquiador austríaco.
- 1979: Katsuni, actriz de cine para adultos francesa.
- 1979: Sebastián Silva, cineasta, pintor y cantante chileno.
- 1979: Olivier Sorlin, futbolista francés.
- 1980: Clueso, cantante alemán.
- 1980: Luciano Galletti, futbolista argentino.
- 1980: Albert Hammond, Jr., músico estadounidense de la banda The Strokes.
- 1980: Jerko Leko, futbolista croata.
- 1980: Yoanna House, modelo estadounidense.
- 1981: Ireneusz Jeleń, futbolista polaco.
- 1981: Sergi Vidal, baloncestista español.
- 1981: Albin Pelak, futbolista bosnio.
- 1981: Eric Harris, estudiante estadounidense, responsable de la masacre de Columbine (f. 1999).
- 1982: Jay Baruchel, actor canadiense.
- 1982: Carlos Hernández Valverde, futbolista costarricense.
- 1982: Joel Soto, futbolista chileno.
- 1983: Ryan Clark, actor australiano.
- 1983: Lukáš Dlouhý, tenista checo.
- 1984: Manuel Gatti, guitarrista y cantante chileno.
- 1984: Óscar Razo, futbolista mexicano.
- 1985: Rafael López Gómez, futbolista español.
- 1985: Christian Noboa, futbolista ecuatoriano.
- 1985: Antonio Nocerino, futbolista italiano.
- 1985: David Robertson, beisbolista estadounidense.
- 1985: Tomohisa Yamashita, actor y cantante japonés.
- 1986: Leighton Meester, actriz estadounidense.
- 1986: Carlos Martínez Díez, futbolista español.
- 1987: Blaise Matuidi, futbolista francés.
- 1987: Dubán Bayona, cantante y compositor colombiano.
- 1987: Jesse McCartney, cantante y actor estadounidense.

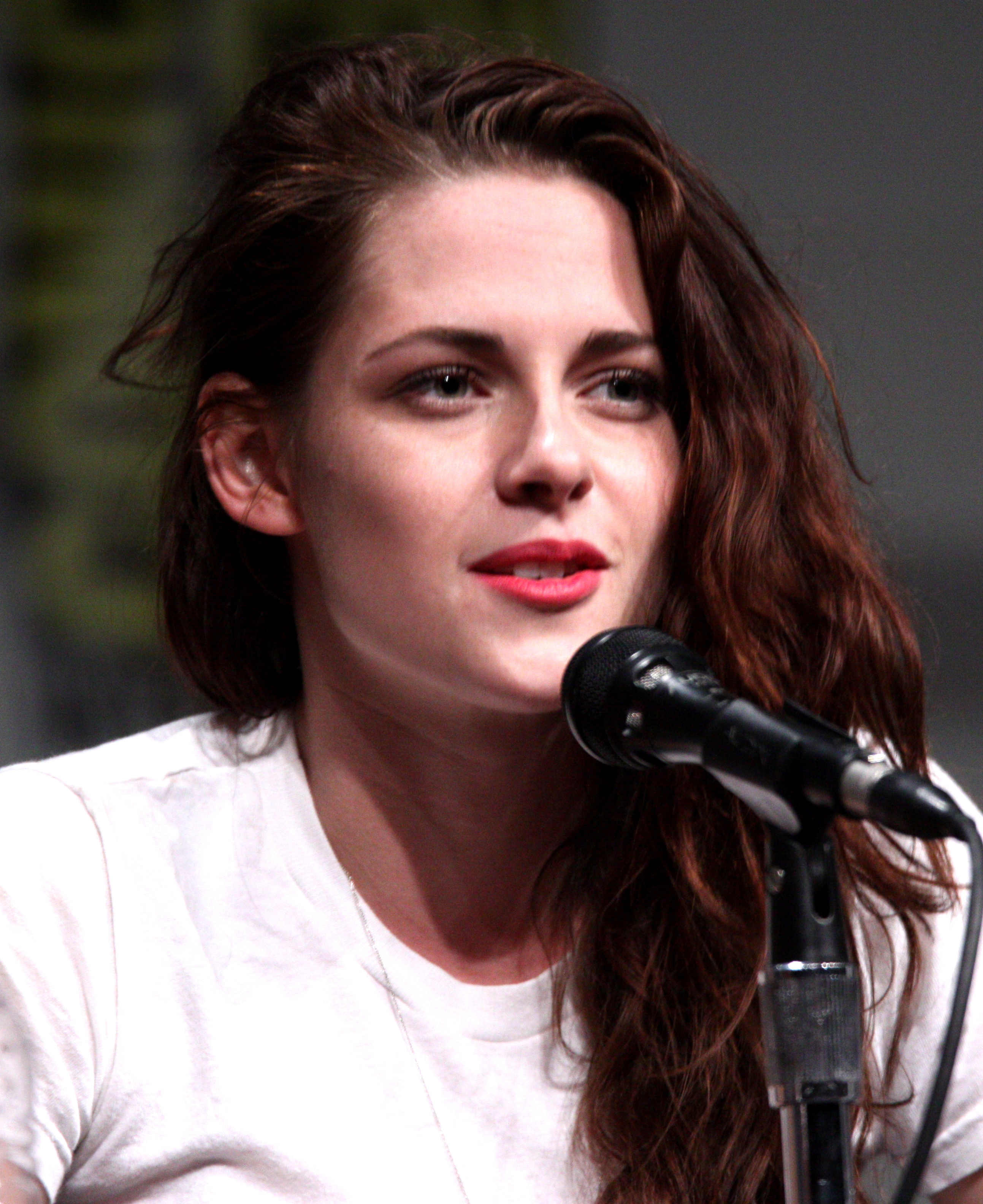
Kristen Stewart.

- 1987: Craig Mabbitt, músico y cantante estadounidense.
- 1987: Evander Sno, futbolista surinamés.
- 1987: Jazmine Sullivan, cantante y actriz estadounidense.
- 1988: Quốc Thiên, cantante vietnamita.
- 1988: Uee, cantante y actriz surcoreana.
- 1989: Lucas Nahuel Castro, futbolista argentino.
- 1990: Kristen Stewart, actriz estadounidense.
- 1990: Nery Domínguez, futbolista argentino.
- 1990: David Jones-Roberts, actor australiano.

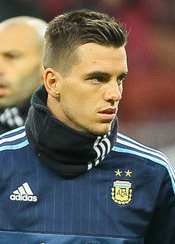
Gio Lo Celso.

- 1992: Fernando Aristeguieta, futbolista venezolano.
- 1993: Alberto Gurrola, futbolista mexicano (f. 2022).
- 1993: Jhay Cortez, rapero, cantante, compositor y productor discográfico puertorriqueño.
- 1994: Joey Pollari, actor estadounidense.
- 1995: Kim Da-mi, actriz surcoreana.
- 1995: Böðvar Böðvarsson, futbolista islandés.
- 1996: Giovani Lo Celso, futbolista argentino.
- 1996: Emerson Hyndman, futbolista estadounidense.
- 1996: Celina Leffler, atleta alemana.
- 1996: Yuka Momiki, futbolista japonesa.
- 1996: Masaomi Nakano, futbolista japonés.
- 1997: Omid Noorafkan, futbolista iraní.
- 1997: Shogo Hayashi, futbolista japonés.
- 1997: Facundo Waller, futbolista uruguayo.
- 1997: Roni Peiponen, futbolista finlandés (f. 2022).
- 1997: Matías Sandoval, futbolista argentino.

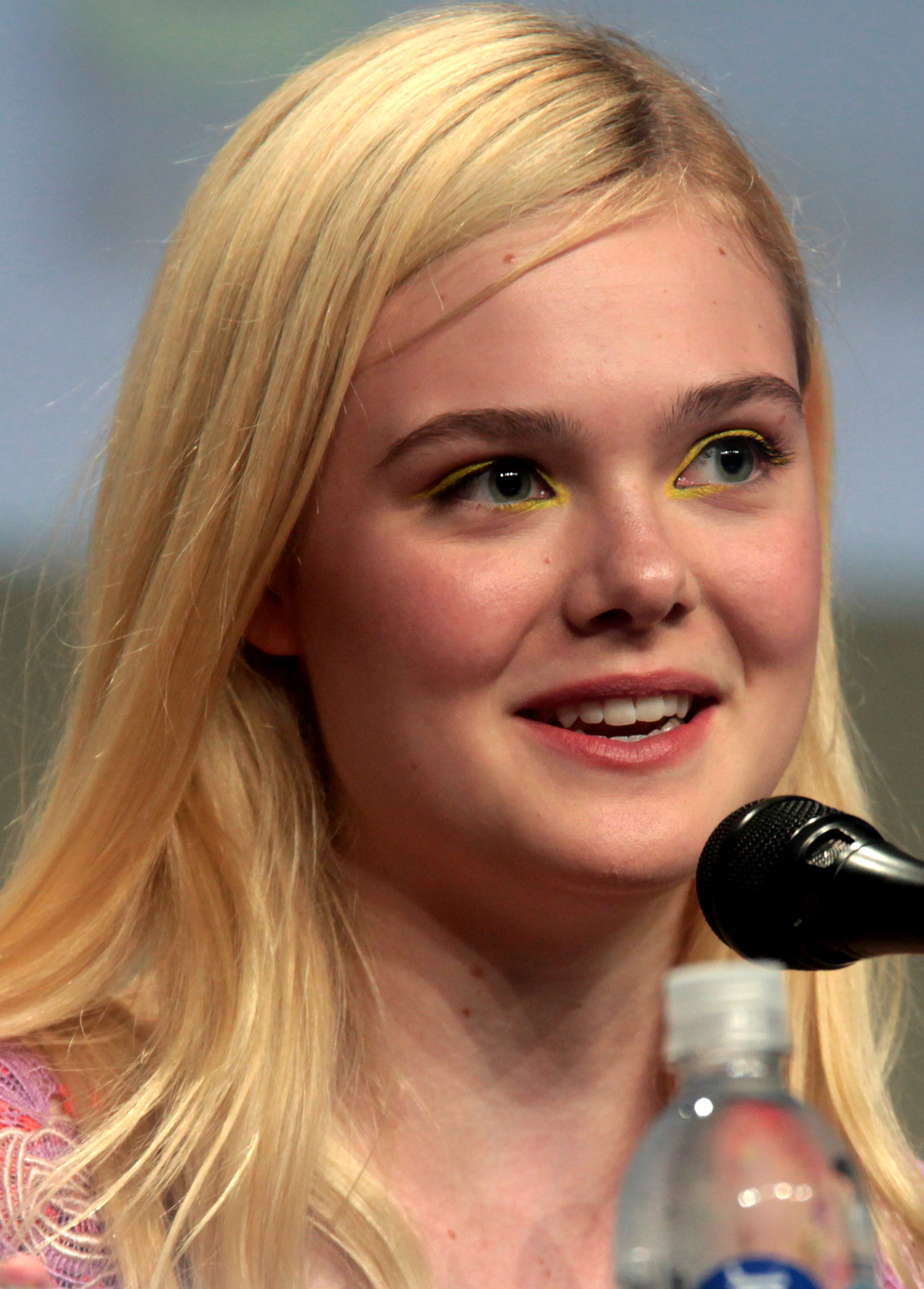
Elle Fanning.

- 1998: Elle Fanning, actriz y modelo estadounidense.
- 1998: Matthew Guillaumier, futbolista maltés.
- 1998: José María Amo, futbolista español.
- 1998: Kristijan Bistrović, futbolista croata.
- 1998: James McGarry, futbolista neozelandés.
- 1998: Ulises Abreliano, futbolista argentino.
- 1998: DeVante' Jones, baloncestista estadounidense.
- 1998: Malik Osborne, baloncestista estadounidense.
- 1999: Isaac Hempstead-Wright, actor británico.
- 1999: Rúben Vinagre, futbolista portugués.
- 1999: Lil Nas X, rapero estadounidense.
- 1999: Saddiq Bey, baloncestista estadounidense.
- 1999: Jokin Gabilondo, futbolista español.
- 1999: Carlos Torrado, futbolista español.
- 1999: Nick Venema, futbolista neerlandés.
- 1999: Lucho Vega, futbolista argentino.
- 1999: Kenta Hori, futbolista japonés.
- 1999: Elizabeth Anyanacho, taekwondista nigeriana.
- 1999: Stanley Nsoki, futbolista francés.
- 1999: Serguéi Kutúzov, luchador ruso.
- 2000: Jackie Evancho, soprano estadounidense.
- 2000: Brenock O'Connor, actor británico.
- 2000: Cristián Barros Mirabal, futbolista uruguayo.
- 2000: Tiago Djaló, futbolista portugués.
- 2000: Arthur Chen, actor chino-estadounidense.
- 2000: Marion Thénault, esquiadora acrobática canadiense.
- 2000: Kaori Sakamoto, patinadora artística japonesa.
- 2000: Stanley Mburu, atleta keniano.
- 2000: Jorge Orozco Díaz, tirador mexicano.
- 2000: Daniela Reza, futbolista mexicana.
- 2000: Abdumalik Xalokov, boxeador uzbeko.
- 2000: Matthew Dinham, ciclista australiano.
- 2001: Miah Madden, actriz y presentadora australiana.

## Fallecimientos

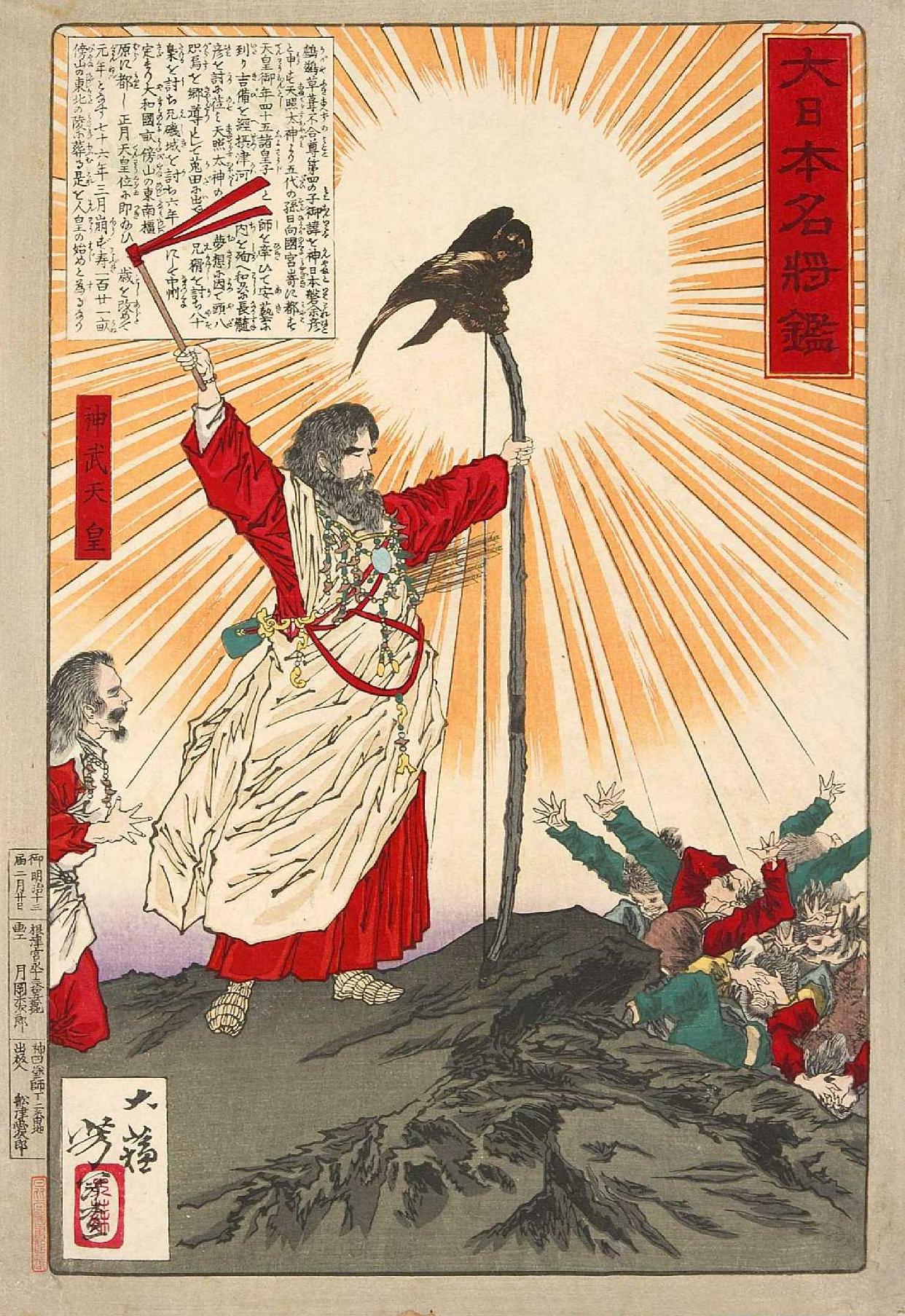
Emperador Jinmu.

- 585 a. C.: Jinmu, emperador japonés (n. 660 a. C.).
- 92: Yuan An, hombre de estado y erudito chino (n. ¿?).
- 436: Tan Daoji, general y político chino (n. ¿?).
- 491: Zenón, emperador bizantino (n. c. 425).
- 682: Maslama ibn Mukhallad al-Ansari, político egipcio (n. 616).
- 715: Constantino I, papa italiano (n. 664).
- 1024: Benedicto VIII, papa italiano (n. 980).
- 1137: Guillermo X de Aquitania, aristócrata francés (n. 1099).
- 1283: Margarita de Escocia, reina noruega (n. 1261).
- 1483: Eduardo IV, rey inglés que gobernó entre 1461 y 1470, y entre 1471 y 1483 (n. 1442).
- 1484: Eduardo de Middleham, aristócrata inglés, hijo de Ricardo III (n. 1473).

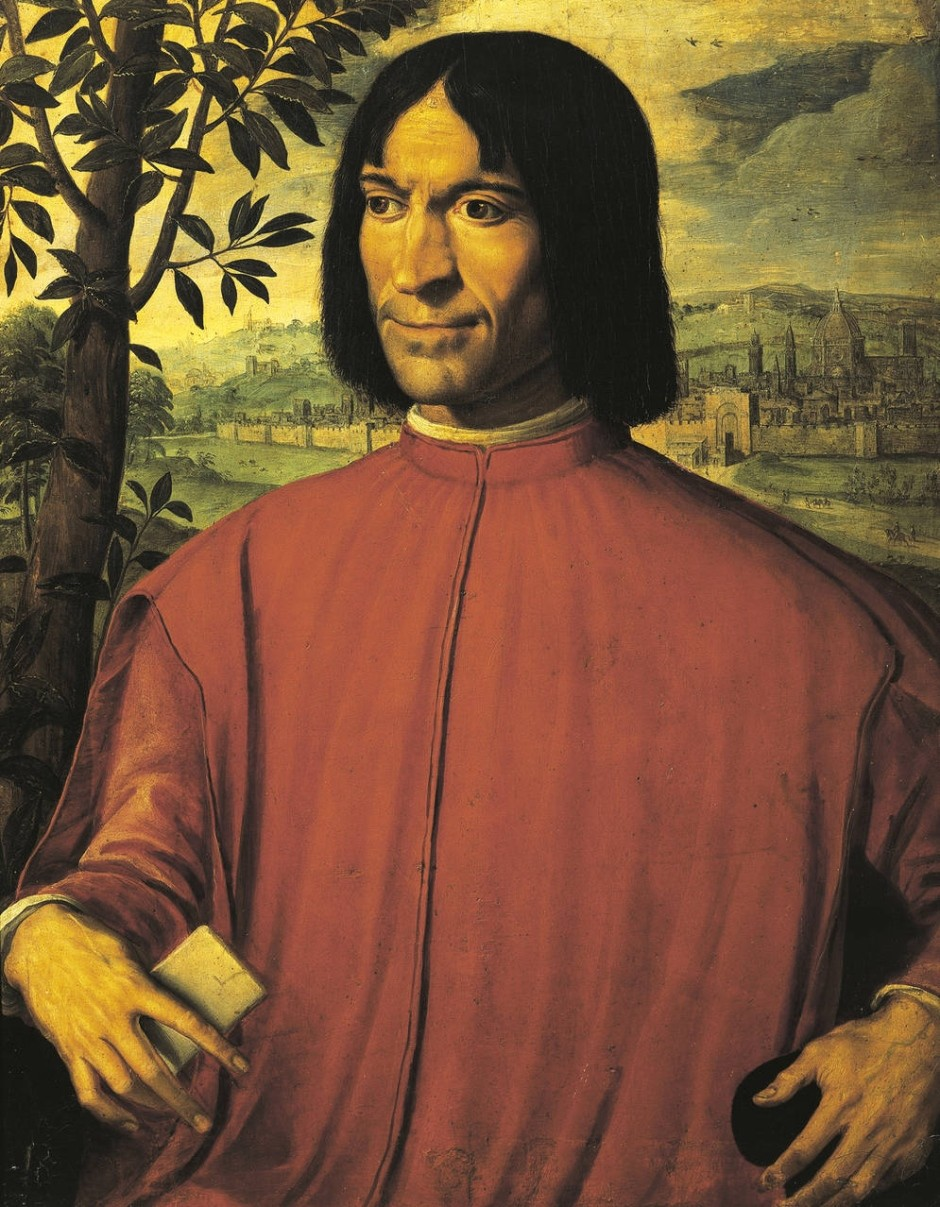
Lorenzo de Médici.

- 1492: Lorenzo de Médici, apodado "El Magnífico". mecenas, banquero, poeta y filósofo italiano (n. 1449).
- 1553: François Rabelais, escritor, médico y humanista francés (n. 1494).
- 1557: Mikael Agricola, clérigo finlandés (n. 1510).
- 1562: Francisco Marroquín, obispo español (n. 1499).
- 1575: Absalon Pederssøn Beyer, clérigo y escritor noruego (n. c. 1528).
- 1607: Leonor de Prusia, aristócrata alemana (n. 1583).

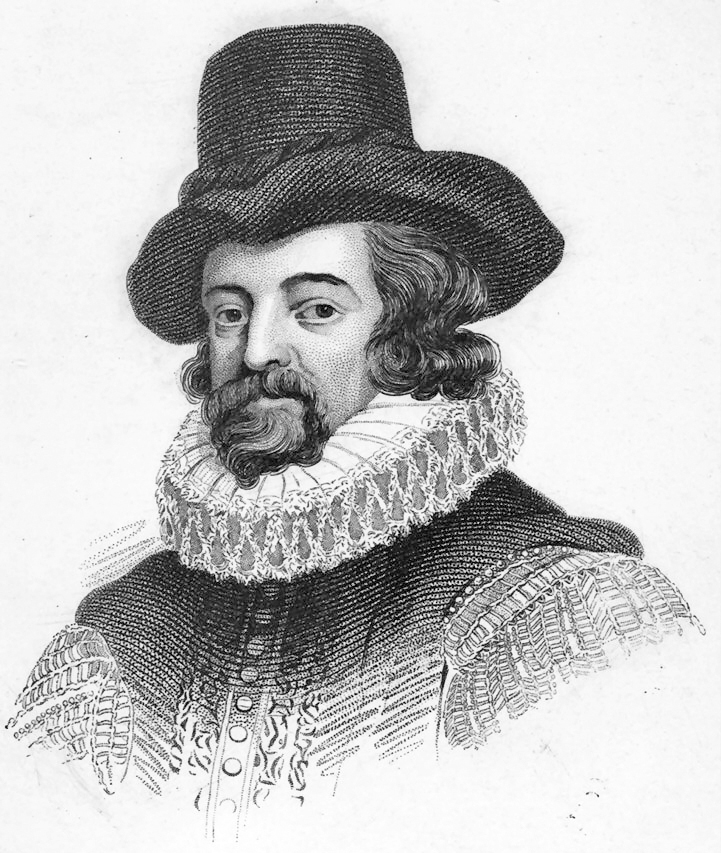
Francis Bacon.

- 1626: Francis Bacon, filósofo y estadista inglés (n. 1561).
- 1654: Matei Basarab, príncipe rumano (n. 1588).
- 1694: Angelo Berardi, teórico de la música y compositor italiano (n. 1636).
- 1754: Christian Wolff, filósofo alemán (n. 1679).
- 1761: William Law, clérigo británico (n. 1686).
- 1768: Sarah Fielding, escritora británica (n. 1710).
- 1779: Antonio Bucareli, virrey de la Nueva España (n. 1717).
- 1796: Felipe Scío de San Miguel, religioso español (n. 1738).
- 1804: Jacques Necker, político francés (n. 1732).
- 1806: Guillermo V de Orange-Nassau, rey neerlandés (n. 1748).
- 1809: Luis Gutiérrez, escritor, periodista y aventurero español (n. 1771).
- 1809: Alejandro Malaspina, aristócrata y marino español (n. 1754).
- 1815: Tomás de Allende, militar y funcionario argentino (n. 1778).
- 1819: Mariano Boedo, abogado y político argentino (n. 1782).
- 1821: Félix Máximo López, compositor y organista español (n. 1742).
- 1826: José Mariano Calderón, revolucionario salvadoreño (n. 1778?).
- 1831: Paul Usteri, médico, publicista y botánico suizo (n. 1768).

Tomás de Heres.

- 1842: Tomás de Heres, militar y político venezolano (n. 1795).
- 1844: José Miguel Infante, político chileno (n. 1778).
- 1850: William Prout, químico, físico y teólogo británico (n. 1785).
- 1857: Antonio María Esquivel, pintor español (n. 1806).
- 1858: Joseph Karl Stieler, pintor alemán (n. 1781).
- 1882: Dante Gabriel Rossetti, poeta británico (n. 1828).
- 1888: Fermín Abella y Blave, jurista y escritor español (n. 1832).
- 1889: Jean-Baptiste Arban, músico francés (n. 1825).
- 1889: Michel Eugene Chevreul, químico y centenario francés (n. 1786).
- 1890: George Thurber, botánico estadounidense (n. 1821).
- 1891: Carlos Augusto Salaverry, escritor peruano (n. 1830).
- 1894: Arthur Hill Hassall médico y químico británico (n. 1817).
- 1897: Francesco Ambrosi, historiador y botánico italiano (n. 1821).
- 1902: José de Murga y Reolid, aristócrata y político español (n. 1833).
- 1904: Isabel II, reina española (n. 1830).
- 1908: Eugène Lefébure, egiptólogo francés (n. 1838).
- 1909: F. Marion Crawford, escritor estadounidense (n. 1854).
- 1910: Vittoria Aganoor, poeta italiana (n. 1855).
- 1913: Addison Brown, abogado, juez y naturalista estadounidense (n. 1830).
- 1915: Friedrich Loeffler, bacteriólogo alemán (n. 1852).
- 1917: Edward Thomas, escritor británico (n. 1878).
- 1922: Hans Fruhstorfer, entomólogo alemán (n. 1866).
- 1929: Roberto Pizano, pintor colombiano (n. 1896).
- 1932: Julio Marienhoff, ingeniero ruso-argentino (n. 1861).
- 1933: Liang Shiyi, político chino (n. 1869).
- 1936: Ferdinand Tönnies, sociólogo y filósofo español (n. 1855).
- 1936: Francisco Villaespesa, poeta español (n. 1877).
- 1936: Dolores de Gortázar, escritora y maestra española (n. 1872).
- 1937: Friedrich Boedeker, botánico y farmacéutico alemán (n. 1867).
- 1938: Manuel Carrasco Formiguera, abogado y político español (n. 1890).
- 1938: Roberto Lehmann Nitsche, médico y etnólogo alemán (n. 1872).
- 1940: Patrick Campbell, actriz británica (n. 1865).
- 1944: Johann Wilhelm Trollmann, boxeador alemán (n. 1907).
- 1944: Yevguenia Rúdneva, astrónoma y aviadora militar soviética (n. 1921).
- 1945: Dietrich Bonhoeffer, pastor y teólogo alemán (n. 1906).
- 1945: Wilhelm Canaris, almirante alemán (n. 1887).
- 1945: Hans von Dohnanyi, jurista alemán (n. 1902).
- 1945: Georg Elser, activista alemán (n. 1903).
- 1945: Masters John Godfery, naturalista británico (n. 1856).
- 1945: Ewald von Kleist-Schmenzin, aristócrata alemán, abogado, político conservador alemán (n. 1890).
- 1945: Hans Oster, militar alemán (n. 1887).

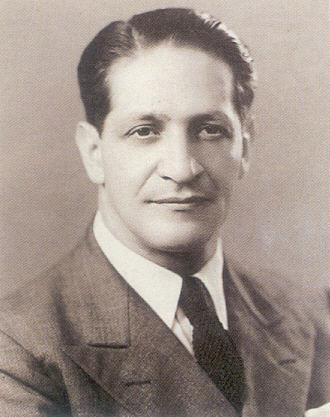
Jorge Eliécer Gaitán.

- 1948: Jorge Eliécer Gaitán, político colombiano (n. 1903).
- 1948: Juan Roa Sierra, presunto asesino del político Jorge Eliécer Gaitán (n. 1921).
- 1951: Vilhelm Bjerknes, físico y meteorólogo noruego (n. 1862).
- 1953: Juan Duarte, político argentino (n. 1914).
- 1953: Hans Reichenbach, físico alemán (n. 1891).
- 1953: Stanisław Wojciechowski, político polaco (n. 1869).
- 1957: Pedro Opaso, político chileno (n. 1876).
- 1958: Marcelo Salado, revolucionario cubano (n. 1927).

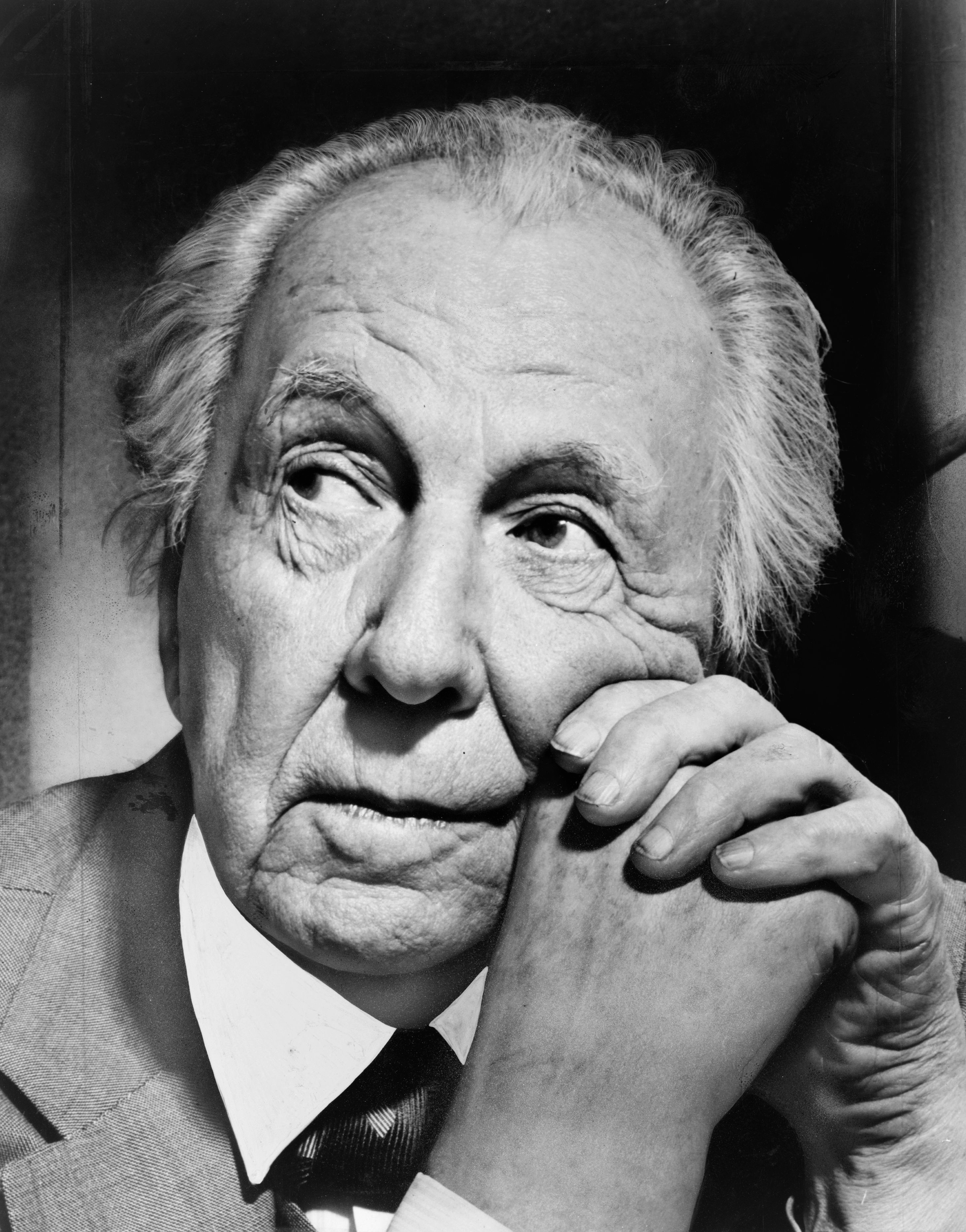
Frank Lloyd Wright.

- 1959: Frank Lloyd Wright, arquitecto estadounidense (n. 1867).
- 1960: Leopoldo Torres Ríos, cineasta argentino (n. 1899).
- 1961: Zog I (Ahmet Zogu), presidente y rey albanés (n. 1895).
- 1962: Emilio Antonio Di Pasquo, obispo argentino (n. 1899).
- 1962: Oswaldo Baca Mendoza, científico peruano (n. 1908).
- 1962: Harold Lamb, historiador, novelista y guionista estadounidense (n. 1892).
- 1963: Benno Moiseiwitsch, pianista ucraniano (n. 1890).
- 1963: Xul Solar, pintor argentino (n. 1887).
- 1964: Ramón Gómez Cornet, pintor argentino (n. 1898).
- 1965: Anton Lopatin, militar soviético (n. 1897).
- 1965: François Pellegrin, botánico francés (n. 1881).
- 1967: Charles d'Alleizette, militar, explorador y botánico francés (n. 1884).
- 1968: Laureano Gómez Paratcha, médico y político español (n. 1884).
- 1969: Víktor Reverdatto, geólogo y botánico ruso (n. 1891).
- 1970: A. H. M. Jones, historiador británico (n. 1904).
- 1972: James F. Byrnes, político estadounidense (n. 1879).
- 1973: Warren Lewis, soldado e historiador irlandés (n. 1895).
- 1976: Phil Ochs, cantante estadounidense (n. 1940).
- 1978: Vivian McGrath, tenista australiana (n. 1916).
- 1980: Arturo Matte, político y empresario chileno (n. 1893).
- 1982: Wilfrid Pelletier, pianista, director de orquesta y compositor canadiense (n. 1896).
- 1986: Pamela Wedekind, actriz, cantante y traductora alemana (n. 1906).
- 1987: Horst Dassler, empresario alemán (n. 1936).
- 1988: Arturo Rotor, médico, funcionario, músico y escritor filipino (n. 1907).
- 1989: Friedrich Ritter, botánico y geólogo alemán (n. 1898).
- 1990: James V. McConnell, biólogo y psicólogo de animales estadounidense (n. 1925).
- 1991: Antoine Dignef, ciclista belga (n. 1910).
- 1997: Helene Hanff, escritora y guionista estadounidense (n. 1916).
- 1997: Sergio Villarruel, periodista argentino (n. 1930).
- 1998: Tom Cora, compositor estadounidense, de las bandas Skeleton Crew, Curlew y Third Person (n. 1953).
- 1999: Ibrahim Baré Maïnassara, presidente nigeriano (n. 1949).
- 1999: Marcel Lihau, jurista y político congoleño (n. 1930).
- 1999: Raúl Silva Henríquez, cardenal chileno (n. 1907).
- 2001: Ángel Escudero del Corral, jurista español (n. 1916).
- 2002: Thomas Dinger, cantante y compositor alemán (n. 1952).
- 2002: Pat Flahety, piloto estadounidense de automovilismo (n. 1926).
- 2003: Abraham Zabludovsky, arquitecto y pintor polaco-mexicano (n. 1924).
- 2003: James Dillet Freeman, escritor estadounidense (n. 1912).
- 2003: Jorge Oteiza, escultor español (n. 1908).

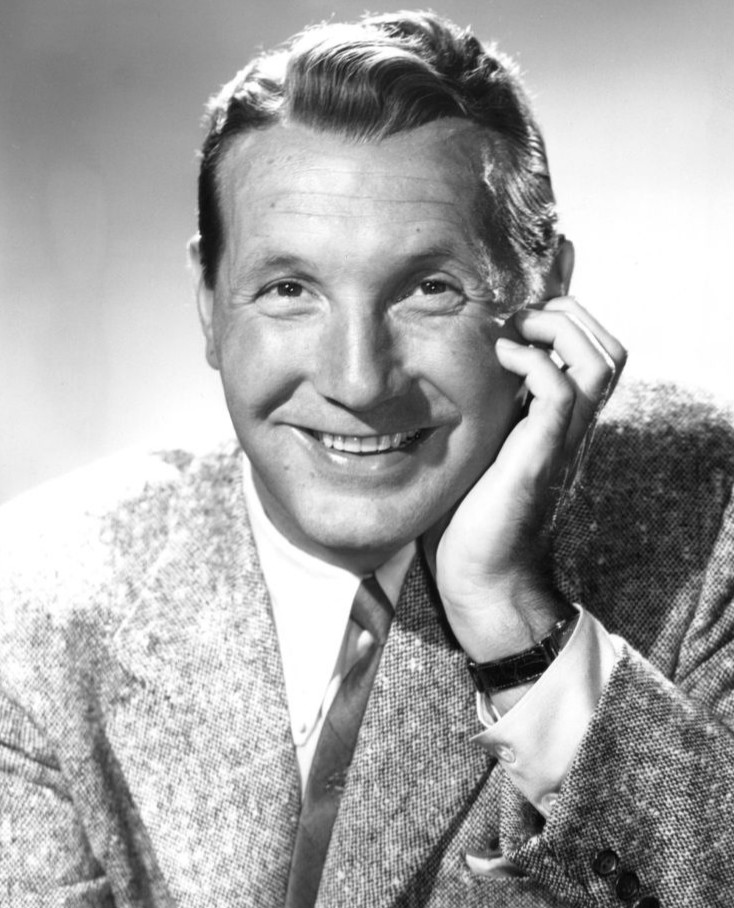
Harry Babbitt.

- 2004: Harry Babbitt, cantante estadounidense (n. 1913).
- 2005: Antonio W. Goldbrunner, meteorólogo venezolano de origen alemán (n. 1914).
- 2006: Vilgot Sjöman, guionista y cineasta sueco (n. 1924).
- 2008: Diego Catalán, filólogo español (n. 1928).
- 2008: Burt Glinn, fotógrafo estadounidense (n. 1925).
- 2010: Nacho Criado, escultor español (n. 1943).
- 2010: Meinhardt Raabe, actor estadounidense (n. 1915).
- 2011: Daniel Catán, compositor musical mexicano (n. 1949).

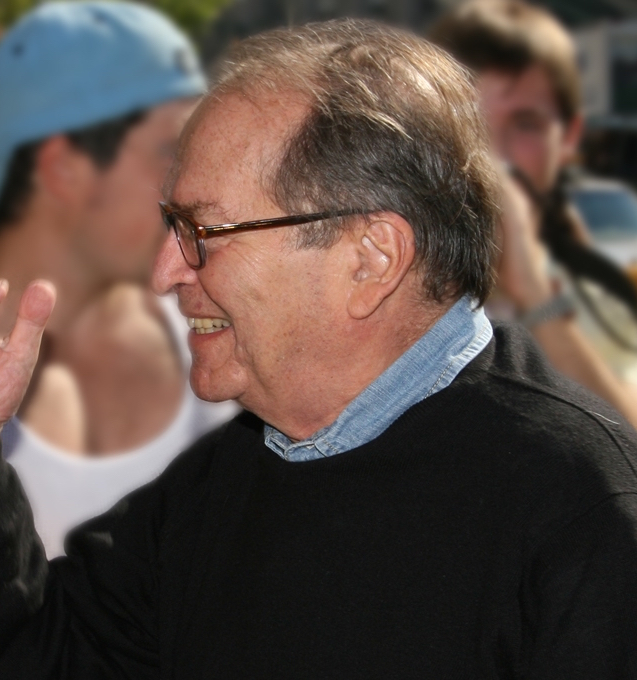
Sidney Lumet.

- 2011: Sidney Lumet, cineasta estadounidense (n. 1924).
- 2011: Isabel Osca, actriz española (n. 1931).
- 2012: José Guardiola, cantante español (n. 1930).
- 2012: Robert Sokal, antropólogo austríaco (n. 1926).
- 2013: Emilio Pericoli, cantante italiano (n. 1928).
- 2014: Arthur Robinson, abogado y político trinitense, presidente de Trinidad y Tobago entre 1997 y 2003 (n. 1926).
- 2019: Nikolái Gorbachov, deportista soviético (n. 1948).
- 2020: Mort Drucker, caricaturista y dibujante de cómics estadounidense (n. 1929).
- 2021: Felipe de Edimburgo, aristrócrata greco-británico (n. 1921).
- 2021: DMX, rapero y actor estadounidense (n. 1970).
- 2021: Ramsey Clark, fiscal general estadounidense (n. 1927).
- 2023: Julián Figueroa, cantante y actor mexicano (n. 1995).
- 2024: Hugo de los Reyes Chávez, político venezolano (n. 1931).
- 2024: Peter Higgs, físico británico, premio nobel de física en 2013 (n. 1929).
- 2025: Rómulo Vergara, predicador y misionero venezolano (n. 1953).

## Celebraciones
- Día Mundial del Investigador.[1]

- Día Internacional del Internet de las Cosas.[2]
Muy conocido por la abreviatura (IoT), siglas de este sistema en inglés (Internet of Things). Esta celebración está dedicada a este sistema de interconexión digital de objetos de uso cotidiano mediante internet.

- Día Internacional del ASMR.[3]
Celebración para brindar reconocimiento a esta experiencia sensorial. ASMR significa Respuesta Sensorial Meridiana Autónoma y es una sensación placentera a menudo acompañada de hormigueo que se siente en el cerebro y puede extenderse al resto del cuerpo. Esta sensación puede ser desencadenada por ciertos estímulos auditivos y visuales, como susurros, movimientos delicados de las manos y toques ligeros. Se utiliza comúnmente para la relajación y ayuda para dormir.

Por países
(Por orden alfabético)
- Argentina: 
  - Día del Cardiólogo.[4]
En diciembre de 2014 fue sancionada por el Congreso Nacional la Ley 27.052 que instituyó el 9 de abril de cada año como Día de la Cardiología Argentina, en homenaje a la creación de la Sociedad Argentina de Cardiología, esa fecha de 1937.[5]
  - Día del Pago Igualitario.[6]

- Canadá: 
  - Día de Vimy Ridge.
Se celebra cada año el 9 de abril. Este día está dedicado a la memoria de los soldados canadienses que participaron en la Batalla de Vimy Ridge durante la Primera Guerra Mundial y considerado uno de los momentos más importantes de la historia de Canadá porque se ha convertido en un símbolo del coraje y la unidad del país.

- Colombia: 
  - Día Nacional de la Memoria y la Solidaridad con las Víctimas del Conflicto Armado.

- Estados Unidos: 
  - Día Nacional de Reconocimiento a los Ex Prisioneros de Guerra.[7]
(en inglés: National Former Prisoner of War Recognition Day).
  - Día Nacional de Winston Churchill.

- Finlandia: 
  - Día del Idioma finés y Día de Mikael Agricola.
En este día murió Mikael Agricola, el fundador de la lengua literaria finés, y nació Elias Lönnrot, reconocido por haber sido recopilador de poesía tradicional oral de su país y, especialmente, por haber compuesto el poema épico finlandés Kalevala (1835, ampliado en 1849), basado en una serie de baladas y poemas.
(en finés: suomen kielen päivä).
(en sueco: Mikael Agricoladagen / finska språkets dag).

- Georgia: 
  - Día de la Unidad Nacional.

- México: 
  - Día Nacional de la Adopción de Niñas, Niños y Adolescentes.
Declarado por el Congreso de la Unión desde el año 2017, para sensibilizar y concientizar a la sociedad sobre la promoción, protección y garantía del derecho de los menores a vivir en familia.

### Santoral católico

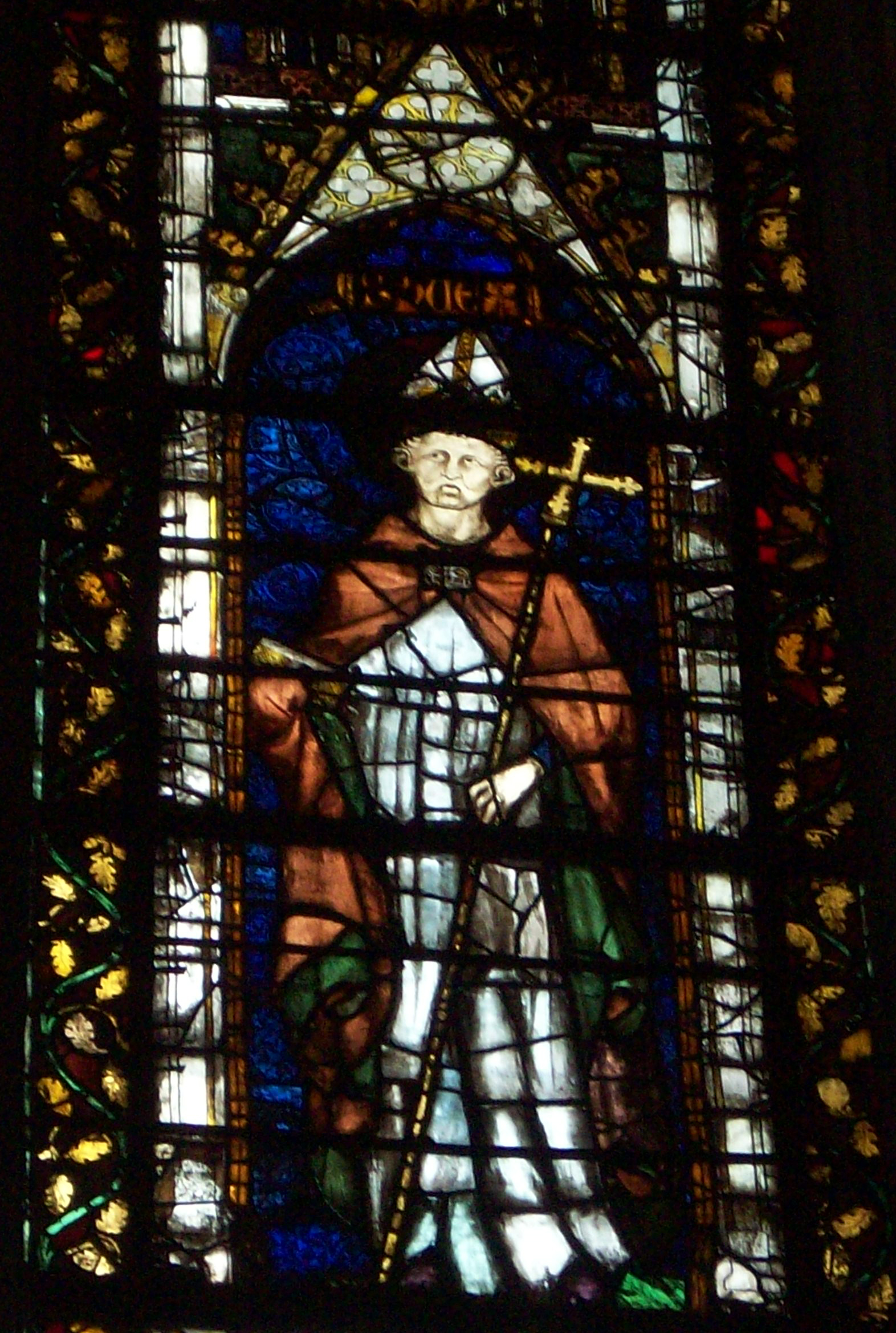
Vitral de San Hugo de Jumièges.

- San Máximo de Alejandría, obispo (282).[8]
- San Edesio de Alejandría, mártir (306).
- San Demetrio de Sirmio, mártir (s. IV).[8]
- San Eupsiquio de Cesarea de Capadocia, mártir (c. 362).[8]
- San Liborio de Le Mans, obispo (s. IV).[8]
- San Acacio de Amida, obispo (s. V).[8]
- Santa Valdetrudis de Mons (688).[8]
- San Hugo de Jumièges, obispo (730).[8](imagen ilustrativa).
- Santa Casilda de Briviesca, virgen (1075).[8]
- San Gauquerio de Aureil, canónigo regular (1140).[8]
- Beato Ubaldo Adimari, presbítero (1315).[8]
- Beato Tomás de Tolentino, presbítero y mártir (1321).[8]
- Beato Antonio Pavoni, presbítero y mártir (1374).[8]
- Beata Celestina Faron, virgen y mártir (1944).[8]